# Atlantic förlag
Atlantic Förlags AB var ett svenskt förlag som grundades kring 1975 av personal från det av Semic uppköpta Williams förlag. Fram till 2000 var förlaget, tillsammans med Semic Press och Hemmets Journals förlag/Serieförlaget/Egmont, en av de centrala aktörerna på den svenska serietidningsmarknaden. I dess utgivning utmärker sig Marvel-serier 1978-1984, och därefter serietidningar som Magnum Comics, Larson!, Pyton, Teenage Mutant Ninja Turtles, Nintendo-Magasinet, Ernie, bland många andra. Åtminstone på 1990-talet var förlaget baserat i Solna.

## Historia

### Översikt
Förlaget gav ut sina första egna titlar 1977, då man tog över en handfull före detta Williamstitlar från Semic Press, och 1978–1984 svarade förlaget för den svenska utgivningen av Marvel-serier (se nedan).
Mellan åren 1976 och 1986 samarbetade man också med Pingvinförlaget i deras utgivning av serier (huvudsakligen krigsserier) i pocketformat. 
1990 gick förlaget ihop med Pandora Press, och därmed lades bland annat humortidningen Larson! och actiontidningen Magnum Comics till förlagets utgivning. Som en del av samband kom tillkom snart försäljningsframgångarna Pyton, Teenage Mutant Hero Turtles, och Nintendo-Magasinet, bland andra.
1993 köpte förlaget upp Tago med serietidningen Galago, och under det tidiga 1990-talet hade man även ett mindre samarbete med RSR Epix.
1994 köptes Atlantic upp av Medströmsförlagen, som år 2000 sålde dess serieutgivning till Egmont. Dess kvarvarande titlar överfördes därmed till konkurrenten Egmont Serieförlaget, men storsäljaren Larson! gick efter bara några månader till den nya aktören Full Stop Media. Resten av förlagets utgivning (främst bestående av tv-spelstidningar) flyttades till Medströms Dataförlag.

### Marvelutgivningen
1978 köpte Atlantic rättigheterna till svensk Marvelutgivning och påbörjade utgivningen samma år. Stora delar av utgivningen (kanske hela) var ett samtryck med andra europeiska länder, varför innehållet ofta är detsamma som i andra europeiska länders Marveltidningar från samma tid.
Utgivningen startade i januari 1978 med Spindelmannen, Atlantic-Serien (som innehöll "Fantastiska Fyran"), och Illustrerade klassiker-kopian Mina klassiker. Sedan tidigare utgav förlaget också Tarzan, som vid denna tid var en Marvelserie, men det är osäkert exakt när denna titel övergick till att använda material från andra förlag. Senare under året tillkom John Carter. Den sistnämnda titeln lades dock ner redan året efter.
1980 bytte Atlantic-Serien namn till Fantastiska Fyran. Hulk tillkom som ny titel. Atlantic Special, en titel som tidigare hade varit en samlingstitel för olika serier utgivna av Atlantic, återuppstod 1981 som en ren Marveltidning innehållande "Daredevil", "X-männen" (X-Men), "Spökryttaren" (Ghost Rider) och "Järnmannen" (Iron Man). Senare under 1981 lades Fantastiska Fyran ner. Den blev för en tid andraserie i Spindelmannen, men försvann sedan helt. 1981-1982 publicerades även Marvels tolkning av Star Trek i egen tidning.
1982 bröts "Daredevil" (nu med titeln "Våghalsen") ut ur Atlantic-Serien till den egna tidningen Marvel Special. Denna blev dock kortlivad. Redan samma år lades den ner och "Våghalsen" blev istället andraserie i Hulk. Då hade Atlantic-Serien redan gått ur tiden. Ytterligare nya titlar detta år var Dracula och Miss Hulk (She-Hulk). 1983 startade Ka-Zar.
1984 förlorade så Atlantic rätten att utge Marvels serier. I augusti och september utkom de sista titlarna under förlagets flagg. De var Spindelmannen (som var enda tidning som överlevde från början till slut), Hulk, Ka-Zar, Dracula, Miss Hulk och den nystartade Tarantella (Spider-Woman). Tarzan fortsatte utkomma på förlaget ytterligare några år, men den hade redan långt tidigare övergått till att publicera material som inte var från Marvel.
Under perioden utgavs också ett femtiotal album och pocketar med flera av ovanstående serier ("Tarzan" oräknat).
Atlantic har senare vid några tillfällen åter utgivit Marvel. 1987-1991 utkom Transformers. 1991 och 1992 utgavs Punisher efter att den titeln hade lagts ner av Satellitförlaget. 1992 publicerades ett avsnitt av "Charlie Anka" (Howard the Duck) i Svenska Puckomagasinet.
Kritik mot Marvelutgivningen
Det har, särskilt i efterhand, riktats stark kritik mot Atlantics redaktionella principer i samband med Marvelutgivningen. Bland annat slarv med översättning, färgläggning, angivande av serieskapare och bortklippta sidor har kritiserats. Denna kritik har i viss mån varit berättigad, men också tämligen onyanserad och delvis felaktig. Det bör påpekas i sammanhanget att tidningarna utgavs i samarbete med flera europeiska länder, och därmed var Atlantics möjligheter att påverka sannolikt begränsade.
Vid något tillfälle hade man missat sidor i ett Spindelmannen-nummer, varpå de helt sonika sköts in mitt i nästa nummer, med nya pratbubblor där Spindelmannen och hans fiender inne i ett slagsmål meta-artat bröt den fjärde väggen och kommenterade fadäsen.
Den starkaste invändningen brukar vara att publiceringen skedde i fel ordning. Detta stämmer delvis eftersom man ibland gjorde stora hopp i publiceringen, men sett ur ett större perspektiv var det inte särskilt vanligt. Spindelmannen får statuera exempel. De första två numren innehöll lösryckta historier, men från och med tredje numret och till och med sista numret (9/1984) publicerades material från amerikanska The Amazing Spider-Man nr 140–227, nästan komplett och nästan i rätt följd. Men eftersom Atlantic publicerade två till tre amerikanska avsnitt varje månad så var man flera gånger nära att komma ifatt den amerikanska utgivningen. Då var man tvungen att antingen gå tillbaka och publicera gamla avsnitt (vilket skedde i två omgångar med början från nr 4/1979 respektive nr 4/1980) eller hämta innehållet från amerikanska Peter Parker, the Spectacular Spider-Man (under en lång period 2/1982–6/1984). Dock var publiceringen av Fantastiska Fyran i Atlantic-Serien och senare Fantastiska Fyran en katastrof där man i stort sett i varje nummer hoppade fram och tillbaka i den amerikanska publiceringen, ibland till och med inom samma nummer.
Översättningen har ibland kritiserats, men var varken bättre eller sämre än serier överlag under denna tid. Den var definitivt bättre än hos flertalet tidigare svenska Marvelutgivare. Minst en översättare som jobbade för Atlantic, Christer Follin, gick över till Semic och fortsatte översätta Marvel för dem.
Färgläggningen gjordes om av trycktekniska skäl. Den nya färgläggningen gjordes i Ungern och eftersträvade att vara så lik originalet som möjligt. Resultatet var att de svenska tidningarna hade en färgkvalitet som var vida överlägsen de amerikanska utgåvorna från samma tid.
Atlantic tog bort sidor från originalavsnitten för att kunna passa in två eller tre amerikanska standardavsnitt (17–20 sidor under den aktuella perioden) i en svensk standardtidning (32 eller 48 sidor). Denna kritik är sakligt korrekt och naturligtvis störande för en samlare som önskar en komplett samling. Dock klippte Atlantic på det hela taget inte mycket mer än efterföljaren Semic. Endast under kortare perioder, i synnerhet slutet av 1979 och mitten av 1981, var denna bortredigering av sidor mycket omfattande. Obekräftad information gör för övrigt gällande att Marvel vid denna tid hade ett system med drop pages, det vill säga enstaka sidor som inte förde handlingen framåt, just för att de europeiska förlagen skulle ha något att klippa bort.
Den mest berättigade kritiken är att namnen på serieskaparna, liksom även amerikanska originalnummer, mycket sällan angavs. Detta började dock förbättras mot slutet av utgivningen.

## Utgivning
Redan 1976 stod Atlantic som samarbetsparter vid Pingvinförlagets utgivning av ett flertal antologiserietidningar i pocketformat – ett samarbete som pågick till 1986 (se Pingvinförlaget för denna utgivning).

### 1977–1984: Marvel (och lite annat)
1977 inleddes dock den egna serietidningsutgivningen i och med att man tog över fem av de på marknaden mest etablerade titlarna bland det utbud som ett knappt år tidigare hade överförts från det nedlagda Williams förlag till Semic Press:
| Serie            | Utgivningsår | Sidoutgivning                                              | Kommentar                                               |
| ---------------- | ------------ | ---------------------------------------------------------- | ------------------------------------------------------- |
| Bamse            | 1977–1982    | —                                                          | Övertogs från Semic Press och övertogs av Rune A-serier |
| Pellefant        | 1977–1993    | Julalbum 1978–1987                                         | Övertogs från Semic Press                               |
| Tarzan           | 1977–1990    | Julalbum, m.fl. album, 1977–1990 1 "superseriepocket" 1980 | Övertogs från Semic Press                               |
| Tarzans son      | 1977–1990    | Julalbum, m.fl. album, 1979–1982                           | Övertogs från Semic Press Hette Korak 1977–1978         |
| Helan och Halvan | 1978–1987    | Julalbum, m.fl. album, 1979–1987                           | Övertogs från Semic Press                               |

1978 inleddes Atlantics Marvelutgivning som skulle komma att dominera förlaget ända fram till 1984 då man förlorade rättigheterna till förmån för Semic Press. Ett drygt dussin Marveltitlar, men en påtaglig sidoutgivning, hade då hunnit ges ut på förlaget:
| Serie             | Utgivningsår | Sidoutgivning                                                    | Kommentar                       |
| ----------------- | ------------ | ---------------------------------------------------------------- | ------------------------------- |
| Atlantic Special  | 1978–1979    | —                                                                |                                 |
| Fantastiska Fyran | 1978–1981    | 1 "superseriealbum" 1979 1 "superseriepocket" 1979               | Hette Atlantic-serien 1978–1980 |
| John Carter       | 1978–1979    | Julalbum 1979                                                    |                                 |
| Mina klassiker    | 1978–1979    | 4 album 1979–1981                                                |                                 |
| Spindelmannen     | 1978–1984    | Julalbum, m.fl. album, 1978–1984 11 "superseriepocket" 1979-1984 |                                 |
| Hulk              | 1980–1984    | Julalbum, m.fl. album, 1979–1984 7 "superseriepocket" 1979-1983  |                                 |
| Atlantic Special  | 1981–1982    | —                                                                |                                 |
| Star Trek         | 1981–1982    | —                                                                |                                 |
| Dracula           | 1982–1984    | —                                                                |                                 |
| Marvel Special    | 1982         | —                                                                |                                 |
| Miss Hulk         | 1982–1984    | —                                                                |                                 |
| Ka-Zar            | 1983–1984    | —                                                                |                                 |
| Tarantella        | 1984         | —                                                                |                                 |

Jämte Marvelutgivningen föddes under den första halvan av 1980-talet ytterligare fyra titlar, varav ingen blev långvarig på förlaget:
| Serie             | Utgivningsår | Sidoutgivning      | Kommentar                         |
| ----------------- | ------------ | ------------------ | --------------------------------- |
| Vilde Ville & C:o | 1980–1983    | Julalbum 1980      |                                   |
| Peos bästa        | 1981–1983    | Julalbum 1980–1981 | Övertogs från Peo förlag          |
| Attackserien      | 1983         | —                  |                                   |
| Mumin             | 1983–1985    | —                  | Övertogs från Albinsson & Sjöberg |

### 1985–1989: Mellanår
Efter förlusten av Marvel, var Atlantic tillbaka på de serietidningar de hade startat med ett decennium tidigare (minus bästsäljaren Bamse som nu utgavs på eget förlag). De flesta försök att etablera nya tidningar blev kortvariga.
| Serie                 | Utgivningsår | Sidoutgivning | Kommentar                                                     |
| --------------------- | ------------ | ------------- | ------------------------------------------------------------- |
| Mina klassiker        | 1986–1988    | —             |                                                               |
| Nisse                 | 1986–1991    | —             |                                                               |
| Snurre Sprätt         | 1987–1988    | —             |                                                               |
| Transformers          | 1987–1991    | —             |                                                               |
| Nils Holgersson       | 1988         | Julalbum 1988 |                                                               |
| The Real Ghostbusters | 1988–1990    | —             |                                                               |
| Centerserien          | 1989–1990    | —             |                                                               |
| Dracula               | 1989         | —             | Reprisering av förlagets Marveltitel med samma namn från 1982 |

### 1990–2000: Samarbeten och uppköp
1990-talet inleddes med att Atlantic och det relativt nystartade förlaget Pandora Press slog samman sina utgivningar. Bland Pandoras titlar fanns Magnum Comics, samt Larson! som blev en av utgivarnas främsta titlar och överlevde Atlantics förlag med två decennier. Flera nya titlar under 1990-talet publicerades i samarbete mellan Pandora (som inte längre hade någon utgivning utöver Atlantic-samarbetet) och Atlantic. En av Atlantics titlar publicerades dessutom i samarbete med RSR Epix. 1993 köpte Atlantic upp Tago förlag, som fram till 1997 fortsatte existera som ett dotterbolag inom Atlantic (och då stod som utgivare för mycket av nedan nämnda sidoutgivning). 2000 blev Atlantic själva uppköpta av Egmont Serieförlaget, som övertog utgivningen av dess fyra kvarlevande titlar:
| Serie                               | Utgivningsår | Sidoutgivning | Kommentar                                              |
| ----------------------------------- | ------------ | --- | ------------------------------------------------------ |
| Dinosaurie-jägarna                  | 1990         | — | Övertogs från Pandora Press                            |
| Don Martin                          | 1990–1991    | — | Övertogs från Pandora Press                            |
| Larson!                             | 1990–2000    | Årgång 1991–1998 samlades även i limmade årgångsvolymer 13 "Pandora Pocket" 1990–1993 3 "Pandora Album" 1990 3 "Ko-bok" 1994                               | Övertogs från Pandora Press och övertogs av Egmont     |
| Magnum Comics                       | 1990–1997    | 3 album 1990–1991 | Övertogs från Pandora Press                            |
| Magnum Special                      | 1990–1993    | — | Övertogs från Pandora Press                            |
| Barracuda                           | 1990–1991    | — |                                                        |
| Gnuttarna                           | 1990         | — |                                                        |
| Lek med Popples                     | 1990         | — |                                                        |
| Maxx                                | 1990–1991    | — | Utgiven i samarbete med RSR Epix                       |
| Trixie                              | 1990         | 2 pocketar 1990 |                                                        |
| Nintendo-Magasinet                  | 1990–1994    | — |                                                        |
| Pyton                               | 1990–1998    | Årgång 1991–1998 samlades även i limmade årgångsvolymer 1 skoldagbok 1993                                                                                  |                                                        |
| Teenage Mutant Hero Turtles         | 1990–1996    | 8 "postertidningar" 1991–1992 |                                                        |
| Action-serien                       | 1991–1992    | — |                                                        |
| Judge Dredd                         | 1991–1992    | — |                                                        |
| Ponny-magasinet                     | 1991–1992    | — |                                                        |
| Punisher                            | 1991–1992    | — |                                                        |
| Teenage Mutant Hero Turtles Special | 1991–1993    | — | Innehållet varierade från inga serier till bara serier |
| Hook                                | 1992         | — |                                                        |
| Mega-Pyton                          | 1992–2000    | — | Övertogs av Egmont                                     |
| Ponny-magasinet Special             | 1992         | — |                                                        |
| Smurferna                           | 1992–1993    | Julalbum (som "Smurfarna: Smurfig jul") 1999 |                                                        |
| Svenska Puckomagasinet              | 1992         | — |                                                        |
| Toxic                               | 1992         | — |                                                        |
| Våra värsta år                      | 1992–1993    | — |                                                        |
| Bizarro                             | 1993–1995    | — |                                                        |
| Star Trek: The Next Generation      | 1993         | — |                                                        |
| Transformers                        | 1993         | — |                                                        |
| Ernie                               | 1995–2000    | Årgång 1996–1999 samlades även i limmade årgångsvolymer Julalbum 1998–1999 2 "Tago humorpocket" 1996-1997 2 "Humorpocket" 1998 5 inbundna böcker 1993–1998 | Övertogs av Egmont                                     |
| Galago                              | 1996–1997    | — | Övertogs från Tago förlag och övertogs av Ordfront.    |
| Svenska Mad                         | 1997–2000    | Årgång 1998–1999 samlades även i limmade årgångsvolymer 2 seriealbum 1997-1998 och julalbum 1999 2 "Humorpocket" 1998                                      | Övertogs av Egmont                                     |

### Övrig albumutgivning
Utöver den album- och serieboksutgivning som var direkt kopplad till förlagets serietidningstitlar, publicerade Atlantic även en inte oansenligt mängd ytterligare seriepublikationer.
Under förlagets första period, 1977–1984, utgavs dels några engångsalbum från Marvel, men också några andra album:
| Serie                             | Utgivningsår | Antal | Kommentar                |
| --------------------------------- | ------------ | ----- | ------------------------ |
| "Sagan om ringen"                 | 1979–1981    | 3     | Ny upplaga 1988          |
| "Läderlappen Presentalbum"        | 1980         | 1     | Från DC Comics           |
| "Stålmannen Presentalbum"         | 1980         | 1     | Från DC Comics           |
| "James Bond: Ur dödlig synvinkel" | 1981         | 1     | Filmadaption från Marvel |
| "Annie"                           | 1982         | 1     | Filmadaption från Marvel |
| "Conan barbaren"                  | 1983         | 1     | Från Marvel              |

Även under mellanperioden, 1985–1989, utkom ett par engångspublikationer, varav en Marvelproducerad:
| Serie                               | Utgivningsår | Antal | Kommentar                |
| ----------------------------------- | ------------ | ----- | ------------------------ |
| "Reodor och Teodor ringer in julen" | 1986         | 1     |                          |
| "Willow"                            | 1988         | 1     | Filmadaption från Marvel |

Under 1990-talet övergick utgivningen till att fokusera på humorserier, och även erotik. Dessutom samarbetade förlaget med RSR Epix ("Kängurupocket" och "Kaninpocket") och det förvärvade förlaget Tago.
| Serie                            | Utgivningsår | Antal | Kommentar |
| -------------------------------- | ------------ | ----- | --------- |
| "Peanuts Pocket"                 | 1990–1991    | 2     | Pocket    |
| "Playboy Album" (Horacio Altuna) | 1992         | 1     |           |
| "Cherry: Pang på rödbetan!"      | 1993         | 1     | Pocket    |
| "Jönssonligan"                   | 1993, 1998   | 2     |           |
| "Sigges lagun: Simma lugnt!"     | 1999         | 1     | Pocket    |